# RY Волка
RY Волка (лат. RY Lupi) — двойная звезда в созвездии Волка на расстоянии приблизительно 519 световых лет (около 159 парсеков) от Солнца. Видимая звёздная величина звезды — от +13m до +9,9m. Возраст звезды определён как около 10,2 млн лет.

## Характеристики
Первый компонент — жёлто-оранжевая пульсирующая переменная звезда типа T Тельца (INSB) спектрального класса G0Vea, или G8/K1IV-V, или K2, или K4. Масса — около 0,948 солнечной, радиус — около 4,657 солнечных, светимость — около 0,878 солнечной. Эффективная температура — около 4800 K.
Второй компонент — коричневый карлик. Масса — около 36,01 юпитерианских. Удалён на 1,469 а.е..